# Chewbecca
Chewbecca (Chewbacca), soprannominato Chewbe (Chewie), è un personaggio dell'universo di Guerre stellari, uno Wookiee alto più di 2 metri e co-pilota della nave di Ian Solo, il Millennium Falcon. È stato interpretato da Peter Mayhew e successivamente da Joonas Suotamo.
Saggio e grande tecnico, ha molta dimestichezza con la tecnologia; è perfettamente in grado di capire il Basic Galattico, ma a causa della propria struttura fisiologica non può parlarlo, per questo risponde nella sua lingua natia, lo Shyriiwook.

## Il personaggio

### Ruolo nella saga e descrizione
Chewbecca è uno Wookiee nato all'incirca nel 200 BBY sul pianeta di Kashyyyk, pianeta natale della propria specie. Farà la conoscenza del giovane contrabbandiere Ian Solo di cui diventerà leale amico e co-pilota a bordo del Millennium Falcon.
Alto più di due metri, Chewbecca è interamente coperto da una folta pelliccia e indossa solo una bandoliera. La sua arma preferita è il Bowcaster Wookiee (un'arma simile a una balestra che emette raggi di energia come i folgoratori). Chewbecca, come alcuni altri Wookie, è in grado di capire la lingua degli umani, il Basic Galattico, ma la sua specie non è fisiologicamente in grado di parlarlo, motivo per cui parla solo nella sua lingua nativa, lo Shyriiwook (che suona come il verso di un animale che ringhia), che a sua volta viene compresa dagli altri personaggi senza bisogno di un interprete.

### Ideazione e sviluppo

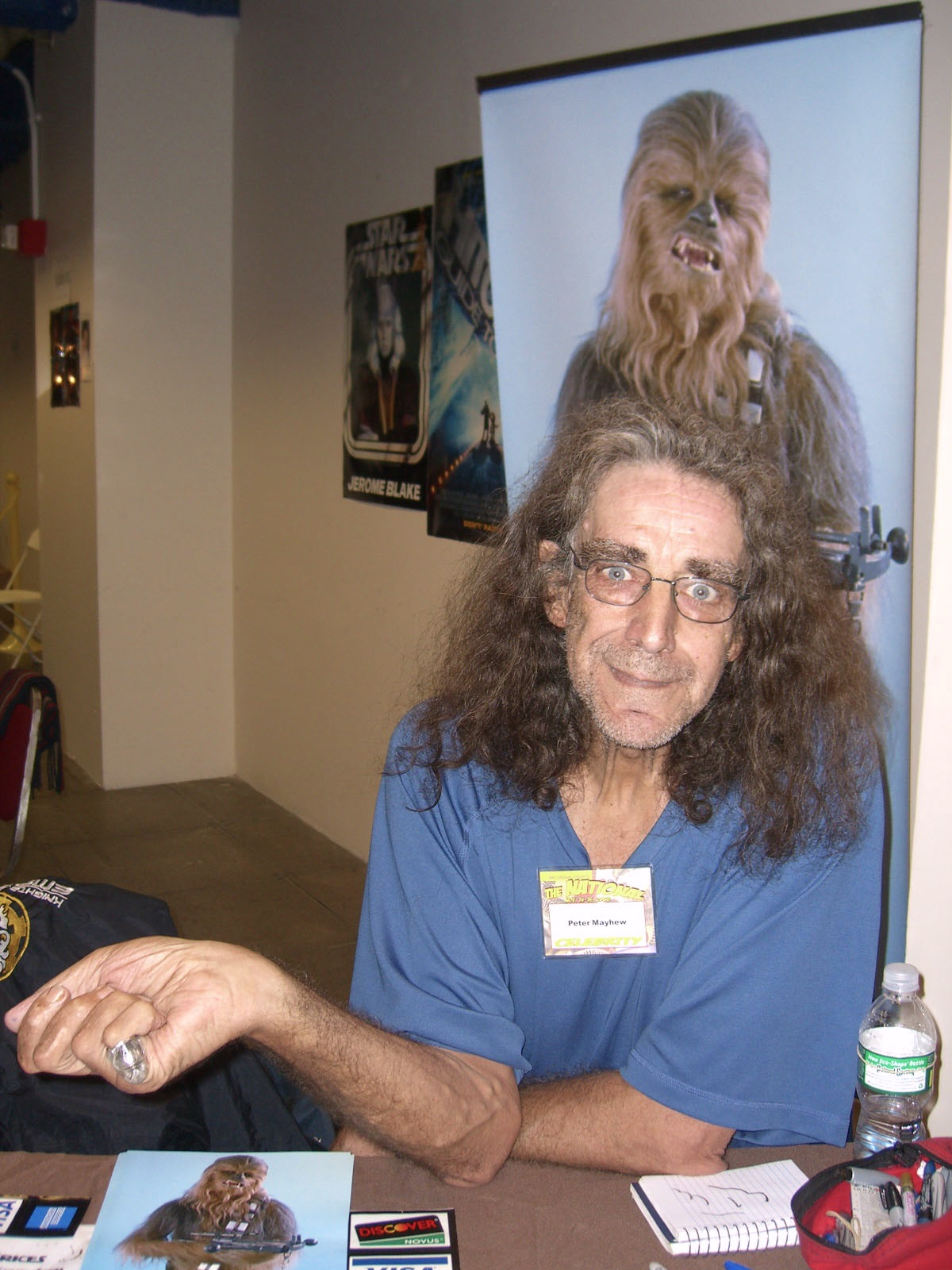
Peter Mayhew nel 2008 seduto di fronte all'immagine del suo ruolo più famoso, Chewbecca.

George Lucas ebbe l'ispirazione per Chewbecca dopo aver visto il suo cane seduto sul sedile del passeggero della propria auto. Si dice che il nome di Chewbecca derivi da собака (sobaka), la parola russa per cane.
Nella trilogia originale, ne La vendetta dei Sith ed Il risveglio della forza Chewbecca è stato interpretato da Peter Mayhew, scelto appositamente per il ruolo per la sua altezza di 2 metri e 18 cm. Per le riprese de Il risveglio della forza, Mayhew è stato affiancato da Joonas Suotamo, il quale a partire da Gli ultimi Jedi ha preso definitivamente il suo posto nel costume dello Wookiee a causa dell'aggravarsi delle condizioni di salute di Mayhew.
Per Mayhew sono stati creati cinque costumi simili: nei tre film originali i costumi erano realizzati di peli di yak e moire. Il costume originale è stato creato da Stuart Freeborn e sua moglie Kay Freeborn, che hanno lavorato a mano la sezione del busto. Sotto il costume si potevano intravedere soltanto gli occhi azzurri di Mayhew, ma molti fan potevano riconoscerlo facilmente dai suoi gesti, e i suoi collaboratori affermarono di essere in grado di capire quando un sostituto stava prendendo il suo posto.
La caratteristica "voce" di Chewbecca è stata creata dal progettista del suono dei film originali, Ben Burtt, combinando registrazioni di versi di trichechi, leoni, cammelli, orsi, tigri e tassi. Uno degli elementi più importanti nella voce dello Wookiee era il verso di un orso nero di nome Tarik, dell' "Happy Hollow Zoo" di San Jose, in California.

## Apparizioni

### Film

#### Trilogia originale
Il personaggio compare per la prima volta in Guerre stellari e in tutti i film della prima trilogia come co-pilota del Millennium Falcon: Obi-Wan Kenobi lo avvicina per primo nella locanda di Mos Eisley. Il primo incontro tra la principessa Leila Organa e Chewbe non fu dei migliori e lo Wookiee venne frettolosamente definito un "tappeto ambulante". Le avventure e il comune sentimento verso Ian Solo, di amore la prima e di fraterna amicizia il secondo, crearono una solida amicizia tra i due. Aiuterà Luke e Leila a liberare Ian dal palazzo di Jabba the Hutt e sarà fondamentale durante la battaglia sulla Luna boscosa di Endor.

#### La vendetta dei Sith
Compare in alcune scene dell'ultimo episodio della trilogia prequel, Star Wars: Episodio III - La vendetta dei Sith, sebbene qui il suo ruolo sia poco definito, tranne che come espediente narrativo per congiungere i prequel con la trilogia classica. La sua conoscenza del maestro Yoda non ha rilevanza, ma non crea neanche alcuna discrepanza coi film degli anni 70-80. In questo film Chewbecca è presente durante la battaglia di Kashyyyk, il suo pianeta natale, e ha permesso, insieme con il generale Wookiee Tarfful, la fuga del maestro Yoda quando l'imperatore Palpatine ha ordinato ai Cloni di uccidere i Jedi (vedi l'Ordine 66).

#### Trilogia sequel
Chewbecca appare anche in Star Wars - Il risveglio della Forza, ambientato circa trent'anni dopo Il ritorno dello Jedi, sempre al fianco di Ian. Quando questi viene ucciso dal figlio Ben Solo, alias Kylo Ren, lo Wookiee impazzisce dal dolore e dalla rabbia, e lo ferisce con uno colpo della sua balestra laser, prima di fuggire assieme a Rey e Finn. Nel film successivo, dopo aver trovato Luke su Ahch-To, Chewbecca stavolta è al fianco di Rey come co-pilota del Falcon. Aiuterà infine Rey, Finn, Poe Dameron, C-3PO e BB-8 a sconfiggere il malvagio Darth Sidious, che si è scoperto ancora vivo. Sconfitto poi il perfido Signore dei Sith, Chewbecca partecipa alla vittoria finale insieme ai suoi compagni.

#### Solo: A Star Wars Story
In questo film, riveste un ruolo relativamente importante, essendo il compagno del giovane Ian Solo, durante le sue avventure. In questo film viene mostrato il momento in cui Ian e Chewbecca si sono incontrati la prima volta, così come il momento in cui i due pilotano il Falcon attraversando la rotta di Kessel.

### Televisione

#### The Clone Wars
Compare in alcuni episodi della serie televisiva Star Wars: The Clone Wars.

### Legends

#### Fumetti
Chewbecca ha contratto un "debito di vita" Wookiee verso Ian Solo, dovuto al fatto che questo gli ha salvato la vita prima di Episodio IV - Una nuova speranza: nel fumetto intitolato Chewbecca (facente parte dell'Universo espanso) viene raccontato di come era stato ordinato a Ian Solo, allora pilota della Flotta Stellare Imperiale, di distruggere uno shuttle pieno di schiavi Wookiee, tra cui Chewbecca; Solo si rifiutò e liberò gli Wookiee e per questo fu cacciato dalle forze armate imperiali, ma da allora è diventato amico inseparabile di Chewbecca per tutta la vita. Nel corso della sua carriera di contrabbandiere compie diverse avventure assieme a Ian, talvolta cacciandosi nei guai: vennero infatti chiusi in isolamento nella nave-prigione imperiale Purge nell'1 BBY, per poi venire liberati dalla dottoressa Zahara Cody, aiutandola a fuggire assieme a un giovane, Trig Longo, da un gruppo di morti viventi che aveva invaso la nave. Chewbecca era molto vicino ai figli di Ian e Leila, diventando una sorta di "zio" per i tre bambini.

#### Romanzi
Il romanzo Vector Prime di R. A. Salvatore (ambientato nella serie The New Jedi Order) racconta la morte di Chewbecca sul pianeta Sernpidal (25 ABY). Chewbecca si sacrifica per salvare la vita di Anakin Solo, figlio di Ian; questo lutto sconvolge la maggior parte dei personaggi principali della saga: Ian Solo ha una crisi e si rifugia nell'alcol e nelle stelle, e inoltre ritiene Anakin parzialmente responsabile dell'evento.

#### Televisione
Chewbecca ha avuto piccoli ruoli nel programma televisivo The Star Wars Holiday Special, in cui è stata presentata la sua famiglia: il padre Attichitcuk (o Itchy), la moglie Mallatobuck (Malla) e il figlio Lumpawarrump (Lumpy). La famiglia è anche apparsa in alcuni libri di Guerre stellari, in particolare in The Wookiee Storybook, nei due romanzi The Hutt Gambit e Rebel Dawn di A. C. Crispin e nella trilogia Black Fleet Crisis di Michael P. Kube-McDowell, dove Lumpy esegue il rito di passaggio e prende il nome di Lumpawaroo (Waroo). Più tardi sono stati introdotti anche altri membri della famiglia: la sorella Kallabow e i cugini Dryanta e Jowdrrl.
Il personaggio di Kallabow è stato usato per collegare Chewbecca con il nipote Lowbecca, cavaliere Jedi del Nuovo Ordine di Luke Skywalker.